# Marc Dos Santos
Marc Dos Santos est un entraîneur de soccer canadien né le 26 mai 1977 à Montréal au Québec.
Auparavant, il occupait le même poste au sein de l'équipe U20 du FC Primeira Camisa, équipe de soccer de São José dos Campos, état de São Paulo évoluant dans le Championnat de São Paulo de deuxième division (Série B). Dos Santos est né à Montréal mais a vécu au Portugal et au Mozambique. Dos Santos est polyglotte puisqu'il peut s'exprimer en français, anglais, espagnol et portugais en plus d'avoir des notions d'italien.

## Carrière d'entraîneur
Le 14 mai 14 mai 2009, Marc Dos Santos obtient son premier poste d'entraîneur d'une équipe professionnelle de football lorsqu'il est nommé à la tête de l'Impact de Montréal en remplacement de John Limniatis. Il mène ensuite l'équipe à son troisième championnat de la USL en 2009. Le 28 juin 2011, Joey Saputo annonce avoir accepté la démission de Marc Dos Santos du poste d'entraîneur chef de l'Impact de Montréal, Nick De Santis le remplaçant. Cette démission est la résultante des très mauvais résultats du début de saison de l'équipe de la NASL en 2011.
À la suite de sa démission, Dos Santos se rend au Brésil pour y poursuivre sa carrière. Il débute en 2011 à la tête de la modeste équipe de FC Primeira Camisa, une équipe de São José dos Campos en banlieue de São Paulo, qu'il amène en huitième de finale de la Coupe de football junior de São Paulo (pt). Ce résultat permet à Dos Santos d'être embauché par le SE Palmeiras, « un club de premier plan de la métropole brésilienne ». Dos Santos y obtient à nouveau de bons résultats, menant la sélection U-15 de Palmeiras à la victoire en Copa Brasil (pt). Sa carrière brésilienne se poursuit ensuite avec un poste d'entraîneur au Desportivo Brasil (pt) où il entraîne des jeunes joueurs de talent dont certains sont à deux pas d'une carrière professionnelle. Son nouveau club est à nouveau qualifié pour la phase finale avancée de l'édition 2012-2013 de la Copa Brasil.
Le 23 mai 2013, après deux ans passés au Brésil, Dos Santos est choisi par le Fury d'Ottawa FC pour devenir le premier entraîneur de l'histoire de cette nouvelle équipe de la NASL.
Après avoir été champion de la saison hivernal et finaliste de la NASL  en 2015 (défaite 3-2 contre le Cosmos de New York), Dos Santos devient l'entraineur des Rangers de Swope Park, l'équipe réserve du Sporting Kansas City en USL le 20 novembre 2015.

### Postes d'entraîneur-chef occupés par Dos Santos
- Entraîneur-chef de l'équipe U20 du FC Primeira Camisa (Championnat de São Paulo - Série B) (depuis décembre 2011).
- Entraîneur-chef de l'Impact de Montréal - (USL et NASL) (14 mai 2009 - 28 juin 2011)[2].
- Entraîneur adjoint de l'Impact de Montréal - (USL) (10 juin 2008 - 14 mai 2009).
- Directeur technique par intérim de l'ARS Lac Saint-Louis (juin 2008 - août 2008).
- Entraîneur-chef de l'Attak de Trois-Rivières (Attak FC) - Ligue canadienne de soccer (2007 - 2008).
- Membre du personnel technique de l'Impact de Montréal - (USL) (2007 - 2008).
- Coordinateur technique de l'ARS Lac Saint-Louis (juillet 2005 - août 2008).
- Coordinateur sport-études de l'ARS Lac St-Louis (septembre 2005 - août 2008).
- Directeur de cours de la Fédération de soccer du Québec (décembre 2005 -).
- Directeur technique du Club de soccer de Saint-Léonard (janvier 2005 - juillet 2005).
- Entraîneur au Centre Élite - CSB Montréal (2003 - 2004).

## Palmarès
Avec l'Attak de Trois-Rivières
- Champion de la Coupe du Canada : 2007
- Champion de saison régulière de LCS : 2008
- Finaliste de la Coupe du Canada : 2008

Avec l'Impact de Montréal
- Vainqueur de la USL-1 : 2008

Avec les Deltas de San Francisco
- Vainqueur du Soccer Bowl de la NASL : 2017

Personnel
- Entraîneur de l'année en Ligue canadienne de soccer : 2008
- Entraîneur de l'année en USL-1 : 2009
- Entraîneur de l'année en NASL : 2017